# Rakssányi Gyula
Raksai Rakssányi Gyula, Raksányi (Misérd, 1851. február 20. – Budapest, Terézváros, 1928. december 29.) főmérnök Budapesten.

## Életútja
Rakssányi Gábor mérnök és Rakssányi Júlia fia. Előbb a felvidéki tagosítási munkálatoknál, majd a Vág-szabályozási előmunkálatoknál, Budapest főváros mérnöki hivatalánál hét évig, a Kőrös-Tisza-Maros közi műszaki árfejlesztésnél 1883-ban mint a vállalat belső műszaki munkák vezetője háromig, 1886-tól a felső torontáli fennsíki műszaki ártérfejlesztésnél két évig működött. 1889-től államszolgálatban volt, amikor az aldunai Vaskapu-szabályozási munkálatok végrehajtására Orsován a királyi művezetőség tagja lett és az maradt 1899-ig. A Rautmann-féle Magyar Lexikonban jelent meg 1879-ben két synchronistikai táblázata kőnyomatban. Felesége Kiss Vilma volt.

## Művei
- Magyarország történetének synchronistikai térképe. Az 1879. székesfejérvári országos kiállításon kitüntetett mű. Bpest. (Fénykőnyomat és nyomt. magyarázat).
- Az 1848-49. magyar szabadságharcz synchronistikai térképe. Uo. 1888.
- I. Napoleon életének és hadjáratainak synchronistikus átnézete. Uo. 1900. (Marczali-féle nagy képes Világtörténelem X. kötetében).

### Kéziratban
Az 1870-71. évi német franczia háború synchronistikus átnézete és Vörösmarty Mihály életének és nevezetesebb műveinek sorozata (synchronistikus átnézet). Mindkettő a Magyar Nemzeti Múzeumban.